# Chiesa di San Pietro (Avegno)
La chiesa di San Pietro è un luogo di culto cattolico situato nel comune di Avegno, in via alla Chiesa, nella città metropolitana di Genova. La chiesa è sede della comunità parrocchiale omonima del vicariato di Recco-Uscio-Camogli dell'arcidiocesi di Genova.

## Storia e descrizione
La prima citazione ufficiale della chiesa è presente in un atto notarile datato al 24 maggio del 1210 e poco dopo divenne suffraganea della comunità religiosa di Recco. Subì nel corso del XVI secolo una completa ricostruzione e, da alcuni riferimenti storici, risulta che già in questo secolo la chiesa fosse già elevata al titolo di parrocchia.
Tramite un decreto arcivescovile del cardinale Carlo Dalmazio Minoretti fu eretta in prevostura il 17 settembre 1934.
L'interno si presenta ad unica navata e con sette altari laterali; l'organo presente è risalente al 1824 mentre le prime sei campane in re3 sono state fuse nel 1931.